# Cristóbal Ramírez de Cartagena
Cristóbal Ramírez de Cartagena (fl. XVI secolo) fu un licenciado ed amministratore coloniale spagnolo del Perù.

## Biografia
Fu il presidente della audiencia di Lima dopo la morte del viceré Martín Enríquez de Almansa avvenuta nel 1583. Grazie a questo titolo fu a capo del governo del Perù (agendo da viceré) per qualche mese del 1584. Gli altri oidores (membri della audiencia) erano il licenciado Juan Bautista Monzón ed i dottori Pedro de Arteaga y Mendiola e Alonso Criado de Castilla.
Dopo poco tempo fu rimpiazzato nella posizione di viceré da Fernando Torres de Portugal y Mesía.